# Andrea Salvadori
Andrea Salvadori (* 6. November 1588 in Marciano della Chiana; † 24. August 1634 in Florenz) war ein florentinischer Dichter und Librettist.

## Leben

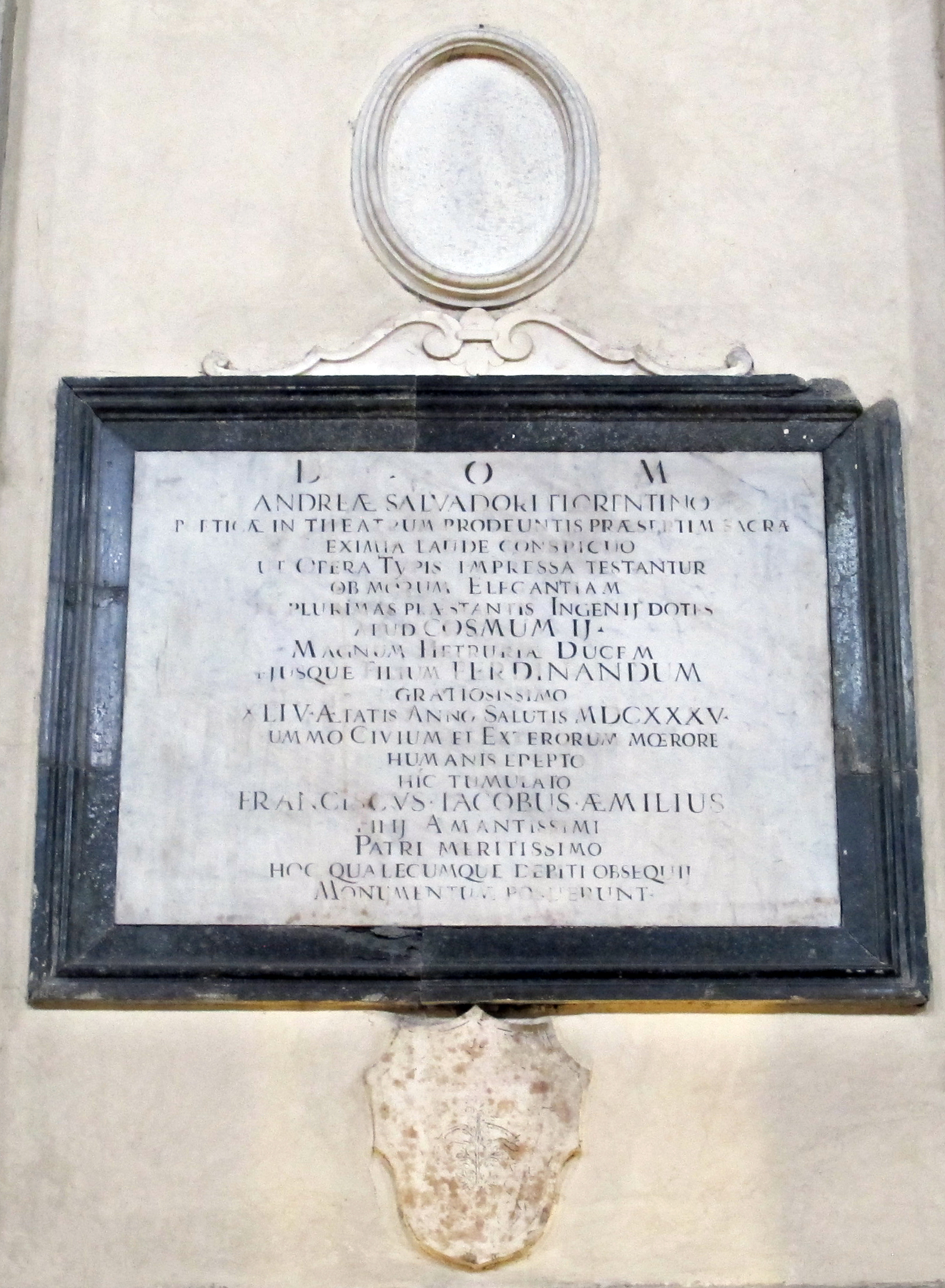
Epitaph für Andrea Salvadori

Der Vater Francesco di Marco Salvadori gehörte einer Grundbesitzerfamilie an, die in Marciano an der großherzoglichen Verwaltung der Stadt beteiligt war. Er starb schon wenige Monate nach der Geburt seines Sohnes im März 1589 und 1592 wurde Salvadori zusammen mit seiner Schwester durch den magistrato dei pupilli dem in Florenz lebenden Onkel Salvatore Salvadori anvertraut. In den dabei entstandenen Akten ist eine Abschrift der Taufurkunde überliefert, die das Geburtsjahr 1591 korrigiert, das aus den Angaben des Epitaphs rekonstruiert wurde, den die drei Söhne Salvadoris haben setzen lassen.
Seit 1608 war er Mitglied der Accademia della Crusca, in der er 1609 auch das Amt des censore innehatte. Außerdem gehörte er der Accademia Fiorentina an.
Begraben wurde er in der Chiesa dei Santi Simone e Giuda in Florenz.
Das Allgemeine Lexikon der Bildenden Künstler von der Antike bis zur Gegenwart machte aus ihm durch das Missverständnis eines korrekten Eintrages im Berliner Ornamentstich-Katalog fälschlich einen „Stecher und Zeichner von Ornamenten“.

## Werke (Auswahl)

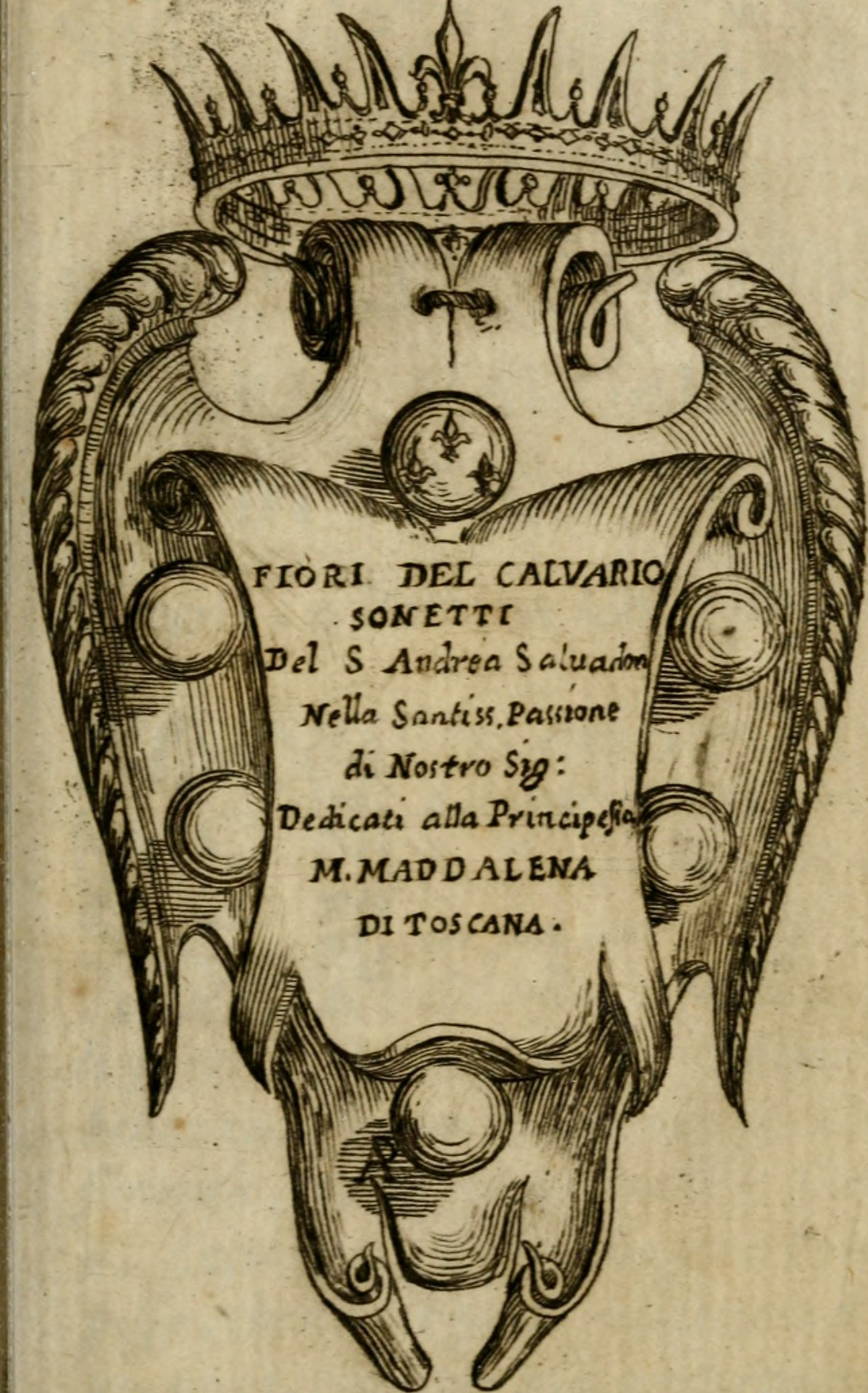
I Fiori del Calvario, Anhang zu La regina Sant Orsola, 1625

- Andrea Salvadori, Marco da Gagliano (Komponist), Jacopo Peri (Komponist): Il Medoro d’Andrea Salvadori: rappresentato in musica nel palazzo del Serenissimo G. Duca di Toscana in Fiorenza per la elezione all’imperio della Sacra Cesarea Maestà dell’imperatore Ferdinando Secondo: dedicato al Serenissimo don Ferdinando Gonzaga, duca di Mantoua e di Monferrato. Pietro Cecconcelli, Florenz 1623 (gallica.bnf.fr).
- Andrea Salvadori, Jacopo Peri (Komponist): La precedenza delle dame. Barriera nell’arena di Sparta, fatta dal principe Gian Carlo di Toscana, a da altri caualieri giouanetti, rappresentanti spartani, e spartane. Nella venuta à Fiorenza del sereniss. Ladislao Sigismondo, principe di Polonia, e di Suezia. Pietro Cecconcelli, Florenz 1625 (Textarchiv – Internet Archive – es gibt Ausgaben in unterschiedlichen Formaten und unterschiedlichem Umfang).
- Andrea Salvadori, Marco da Gagliano (Komponist), Alfonso Parigi (Kupferstecher): La regina Sant Orsola, del S.r. Andrea Saluadori rappres.ta nel Teatro del gran duca di Toscana al principe Vladislao Sigismondo principe di Polonia e di Suetia. Aggiuntiui i Fiori del Caluario dello stesso autore. Pietro Cecconcelli, Florenz 1625 (Biblioteca Braidense, Biblioteca Nazionale Centrale di Firenze, archive.org).
- Jacopo Peri, Andrea Salvadori: La flora, o vero Il natal de’ fiori, fauola d’Andrea Saluadori,. Teil 1. Per Pietro Cecconcelli, Florenz 1628 (archive.org).